# Anna Torretta
Anna Torretta (* 1971 Turín) je italská horolezkyně, vicemistryně světa v ledolezení a na obtížnost. Pracuje jako horský vůdce v Courmayeur, jako jedna z několika málo žen (také např. Stéphanie Maureau).

## Výkony a ocenění
- 2002: vicemistryně světa v ledolezení
- 2005: bronz na mistrovství světa v ledolezení
- 2006: druhá v celkovém hodnocení světového poháru v ledolezení
- horský vůdce UIAGM

### Závodní výsledky
| Mistrovství světa | Mistrovství světa | Mistrovství světa | Mistrovství světa | Mistrovství světa |
| Rok               | 2002              | 2003              | 2004              | 2005              |
| ----------------- | ----------------- | ----------------- | ----------------- | ----------------- |
| Obtížnost         | 2                 |                   |                   |                   |
| Rychlost          |                   |                   |                   | 3                 |

| Obtížnost   |  |  | 2 |
| jednotlivě* |  |  |   |
|             |  |  |   |
| Rychlost    |  |  |   |
| jednotlivě* |  |  |   |

* pozn.: napravo jsou poslední závody v roce